# 황금 돼지-회계 검사청 특별 조사과-
《황금 돼지-회계 검사청 특별 조사과-》(일본어: 黄金の豚-会計検査庁 特別調査課-)는 2010년 10월 20일부터 12월 15일까지 매주 수요일 22:00 - 22:54에 NTV계의 "수요 드라마" 범위에서 방송 된 일본 드라마이다. 주연은 시노하라 료코.

## 개요
- 회계 검사원을 모델로 한 가상의 기관 "회계 검사청"에서 일하는 엉뚱한 주인공이 다양한 정부 의 비리를 파헤쳐 나가는 드라마이다. 각본은 이 시간대로 방송 된 《워킹 맨》이나 《키이나~불가능 범죄 수사관~》을 다룬 요시다 토모코.
- 시노하라 료코·오오이즈미 요는 과거에 이 시간대의 《파견의 품격》, 《일하는 곤!》 에도 출연하였고, 두 사람이 같은 시간대에 출연하는 것은 이후 1년만이다. 또한 오카다 마사키는 NTV의 연속 드라마 첫 출연이 된다. 또한 이번 작품에서 어머니 역을 연기한 모타이 마사코는 《파견의 품격》에도 출연하고 있다.
- 드라마 제목의 "황금 돼지"는 (세금 = 국민 저금통)라는 곳에서 돼지 저금통을 따왔다.
- 캐치프레이즈는 〈세금을 먹어버린 악당들에 "돈 돌려줘"〉

## 출연진
회계 검사청 특별 조사과 2계
- 츠츠미 신코 <37> - 시노하라 료코 (어린 시절 : 콘노 아야카, 엔메이 아사미)

가난했던 어린 시절에 초코 빵을 훔쳤다는 누명을 뒤집어 쓴것을 계기로 부정한 일에 손을 댄다. 사기죄에 의해 징역 2년의 실형 판결을 받고 가석방 중으로 일자리를 찾지 못하다가 구루메에 스카우트되어 회계검사청 특별조사과에서 조사관으로 사기꾼으로서의 경험을 살려 공무원의 비리를 파헤쳐 나가는 여성.
- 쿠도 스구루 <23> - 오카다 마사키

어린 시절 경찰관을 목표로 할만큼 정의감이 강하지만 어딘가 어설퍼 엉뚱한 짓을 하는 면도 있다. 관료 가문 출신의 도쿄대 제2문학부를 졸업한 초엘리트 청년으로 회계검사청 특별조사과 조사보좌관. 제7화에서 내각 관방청·국무 총리 비서관실에 총리 비서관으로 이동.
- 카도마츠 이치로 <37> - 오오이즈미 요

수사 반장 → 회계검사청 특별조사과 조사관. 국가 II 종. 구 방위청의 100억엔의 비자금 낭비를 폭로하기도 했던 민완 수사관.
- 카네다 테츠오 <31> - 키리타니 켄타

회계검사청 특별조사과 조사관.
- 묘친 이쿠오 <45> - 나마세 카츠히사

회계검사청 특별조사과 과장 보좌.
- 쿠루메 이사오 <58> - 우츠이 켄

회계검사청 검사관 겸 장관.
- 차차 만지로 - 곤도 요시마사

회계검사청 검사관.
- 아시다 류이치 - 야마자키 다이스케

회계검사청 검사관.
특별 조사과 1계
- 카메야마 에이이치 (조사관) - 코야나기 신
- 타카이 히로유키 (조사관) - 후지이 히로유키
- 오사베 히데키 (조사관) - 카이 히데키
- 키타 다이스케 (주임) - 이나바 다이스케
- 혼마 테츠야 (과장 보) - 이가와 테츠야

특별 조사과 3계
- 와카마츠 유스케 (조사관 보) - 후지모토 유스케
- 고토 진 (조사관) - 히사 진
- 와다 마코토 (조사관) - 코지마 마코토
- 세키야 마사토시 (주임) - 세키노 마사토시
- 마스모토 시게히토 (과장 보) - 니시키 시게히토

특별 조사과
- 사무나카노 레이코 (사무관) - 요시다 케이코
- 무라세 쿠미코 (사무관) - 타카요 미무라
- 쿠리하라 무네히로 (사무관) - 요시다 무네히로
- 아즈마 타카오 (주임) - 고이노 타카오
- 마키노 요 (계장) - 야마다 요

츠츠미 가(家)
- 츠츠미 츠에코 <58> - 모타이 마사코

신코의 어머니.
- 츠츠미 미조레 <32> - 야마구치 사야카

신코의 여동생.
단란주점 '도시마엔'
- 우메짱 - 야자와 신

호스테스
- 마릴린 - 노세 안나

호스테스
기타
- 카시나가 신이치 - 이부 마사토

총리.

## 제작진
- 각본 - 요시다 토모코, 야마자키 준야 (제6회 공동 각본)
- 음악 - 유고 칸노
- 연출 - 사토 토야, 나구모 세이이치, 나마다 요부요시
- 주제가 - 이토 유나 - 〈지켜주고 싶다〉(SONY RECORDS)
- 음악 프로듀서 - 시다 히로히데
- 미술 디자인 - 타카노 마사히로, 이누이 유이치로
- 특수 조형 - 우메자와 소이치
- 감수 - 노무라 오사무
- 프로듀서 - 오쿠라 히로코, 우치야마 마사히로
- 치프 크리에이터 프로듀서 - 하제야마 유코
- 제작 협력 - 사무실 크레센도
- 저작권 - NTV

## 가상 조직
관청 의 스캔들을 소재로 한 드라마이기 때문에 등장하는 관청 이름은 원칙적으로 가상 조직되어 있지만, 방위청 (현 : 일본의 국방부)와 내각부 등 실제 조직 이름도 일부 등장하고 있다.
- 회계 검사원 → 회계 검사청후생
- 노동성 → 후생 보험성, 사회 복지 기관
- 재무부 → 재정부
- 국립 암 연구 센터 → 국립 첨단 메디컬 센터
- 교육위원회 → 교육 관리위원회
- 금융청 → 금융 계획국
- 국립대학 법인 도쿄대학 → 도쿄국립대학
- 외무성 → 외교성
- 일본 은행 → 자본 은행
- 내각 관방 → 내각 관방청
- 도쿄 세관 → 관동 세관
- YouTube → WeTube

## 방영일 및 부제, 시청률
| 각화                                      | 방송일           | 부제(원어)                           | 부제(풀이)                                | 시청률 |
| ----------------------------------------- | ---------------- | ------------------------------------ | ----------------------------------------- | ------ |
| 제1화                                     | 2010년 10월 20일 | 税金ドロボー官僚に喝!                | 세금 도로보 관료에 바짝!                  | 15.3%  |
| 제2화                                     | 2010년 10월 27일 | 警察ヤミ宴会に喝!                    | 경찰 어둠 연회에 바짝!                    | 14.2%  |
| 제3화                                     | 2010년 11월 3일  | 病院蝕む天下りに喝!                  | 병원 침식 낙하산에 바짝!                  | 12.1%  |
| 제4화                                     | 2010년 11월 10일 | 母泣かす村長に喝!                    | 어머니 울리는 촌장에게 바짝!              | 15.2%  |
| 제5화                                     | 2010년 11월 17일 | ゴチ好き教育者に喝!                  | 고치 좋아 교육자에 바짝!                  | 14.1%  |
| 제6화                                     | 2010년 11월 24일 | 美人教授の虚飾に喝                   | 미인 교수의 허식에 바짝                   | 13.0%  |
| 제7화                                     | 2010년 12월 1일  | セレブ外交官に喝!                    | 연예인 외교관에 바짝!                     | 13.0%  |
| 제8화                                     | 2010년 12월 8일  | 裏切りの最終決戦へ                   | 배신의 최종 결전에                        | 10.5%  |
| 최종화                                    | 2010년 12월 15일 | 国家予算乗っ取り!? 最終敵総理と決戦! | 국가 예산 탈취!? 마지막 적을 총리와 결전! | 14.3%  |
| 평균 시청률: 13.5%                        |                  |                                      |                                           |        |
| (시청률은 간토 지방·비디오 리서치사 조사) |                  |                                      |                                           |        |